# La Chaux-du-Dombief
La Chaux-du-Dombief – miejscowość i gmina we Francji, w regionie Burgundia-Franche-Comté, w departamencie Jura.
Według danych na rok 1990 gminę zamieszkiwały 442 osoby, a gęstość zaludnienia wynosiła 20 osób/km² (wśród 1786 gmin Franche-Comté La Chaux-du-Dombief plasuje się na 350. miejscu pod względem liczby ludności, natomiast pod względem powierzchni na miejscu 89.).